# Арсдорф
Арсдорф (на люксембургски: Ueschdref) e село в Люксембург, окръг Дикирх, кантон Реданж, община Рамбруш.
Населението му е 261 души през 2006 година.